# Pedro de Castro Van-Dúnem
Pedro de Castro dos Santos „Loy“ Van-Dúnem (* 9. Februar 1942 in der Provinz Bengo; † 23. September 1997 in Luanda) war ein angolanischer Diplomat und Politiker der Movimento Popular de Libertação de Angola (MPLA).

## Leben
Pedro de Castro dos Santos  Van-Dúnem absolvierte zwischen 1963 und 1970 ein Studium der Elektrotechnik in Moskau und war danach als Elektroingenieur tätig. Er nahm unter dem Decknamen „Loy“ als Angehöriger der Streitkräfte zur Befreiung Angolas FAPLA (Forças Armadas de Libertação de Angola) am Unabhängigkeitskampf gegen Portugal teil. Er wurde zum Mitarbeiter von Agostinho Neto, dem Gründer der Movimento Popular de Libertação de Angola (MPLA). Nach der Unabhängigkeit Angolas von Portugal am 11. November 1975 war er zwischen 1976 und 1978 Dritter Stellvertretender Premierminister (Terceiro Vice-primeiro-ministro) in der Regierung des nunmehrigen Präsidenten von Angola Agostinho Neto. Nach dessen Tode am 10. September 1979 übernahm er in der Regierung des neuen Staatspräsidenten José Eduardo dos Santos von 1979 bis 1980 zunächst das Amt des Minister für die Koordination der Provinzen. Im Anschluss war er nach einer Kabinettsumbildung zwischen 1980 und 1989 Energie (Ministro da Energia) sowie von 1981 und 1989 in Personalunion auch Minister für Erdöl (Ministro dos Petróleos). In dieser Funktion leitete er 1988 einen Delegation, die in Washington, D.C. die Bereitschaft Angolas bekundete, über den Abzug der kubanischen Truppen aus Angola zu verhandeln, ohne zuvor die Versicherung der US-Regierung zu erhalten, deren Unterstützung für die União Nacional para a Independência Total de Angola (UNITA) von Jonas Savimbi zu beenden. 
Im Zuge einer weiteren Regierungsumbildung löste Pedro „Loy“ Van-Dúnem 1989 Afonso „M’Binda“ Van-Dúnem als Außenminister Angolas (Ministro da Relações Exteriores) ab. Er behielt dieses Ministeramt auch im Kabinett von Premierminister Fernando José de França Dias Van Dúnem (19. Juli 1991 bis 2. Dezember 1992) und wurde daraufhin von Venâncio da Silva Moura abgelöst. Danach wurde er Verwaltungsdirektor der Angolanischen Zentralbank (Banco Central de Angola). Zuletzt übernahm er am 8. Juni 1996 im zweiten Kabinett von Premierminister Fernando José de França Dias Van Dúnem das Amt des Ministers für öffentliche Arbeiten und Stadtplanung (Ministro das Obras Públicas e Assuntos urbanos), das er bis zu seinem Tode am 23. September 1997 innehatte.